# Bahget Iskander
Bahget Iskander (El-Barazin, Szíria, 1943. augusztus 14. –) Kossuth-díjas, szír származású magyar fotóművész.

## Élete
1976-ban mérnöktanári diplomát szerzett Magyarországon, 1979 óta magyar állampolgár. Felesége Bodor Sarolta biztosítási szakember. Két gyermeke van, Leila közgazdász és Zsolt jogász.
1968 óta foglalkozik fényképezéssel, többször szerepelt országos csoportos és egyéni kiállításokon. Több mint 250 egyéni kiállítása volt, pl. az erdélyi menekültek javára 1989-ben, az autista gyermekek megsegítésére 1999-ben, de felajánlotta munkáit a Magyar Fotográfusok Háza restaurálására is, 2002-ben. 2010-ben a Megyei Príma Díjból jelentős összeget ajánlott fel az ajkai vörösiszap-katasztrófa károsultjai javára. 2003-tól alapító és vezetőségi tagja a Hetényegyházi Városrészszépítő Egyesületnek. 2006-tól a Kecskeméti Önkormányzat Tanácsadó Testületének tagja, az év végén a kecskeméti sportélet fiatal tehetségei közül tizenkét sportoló részére saját portfóliót készített, az anyagból nívós művészeti naptár készült és kiállítássorozat nyílt.

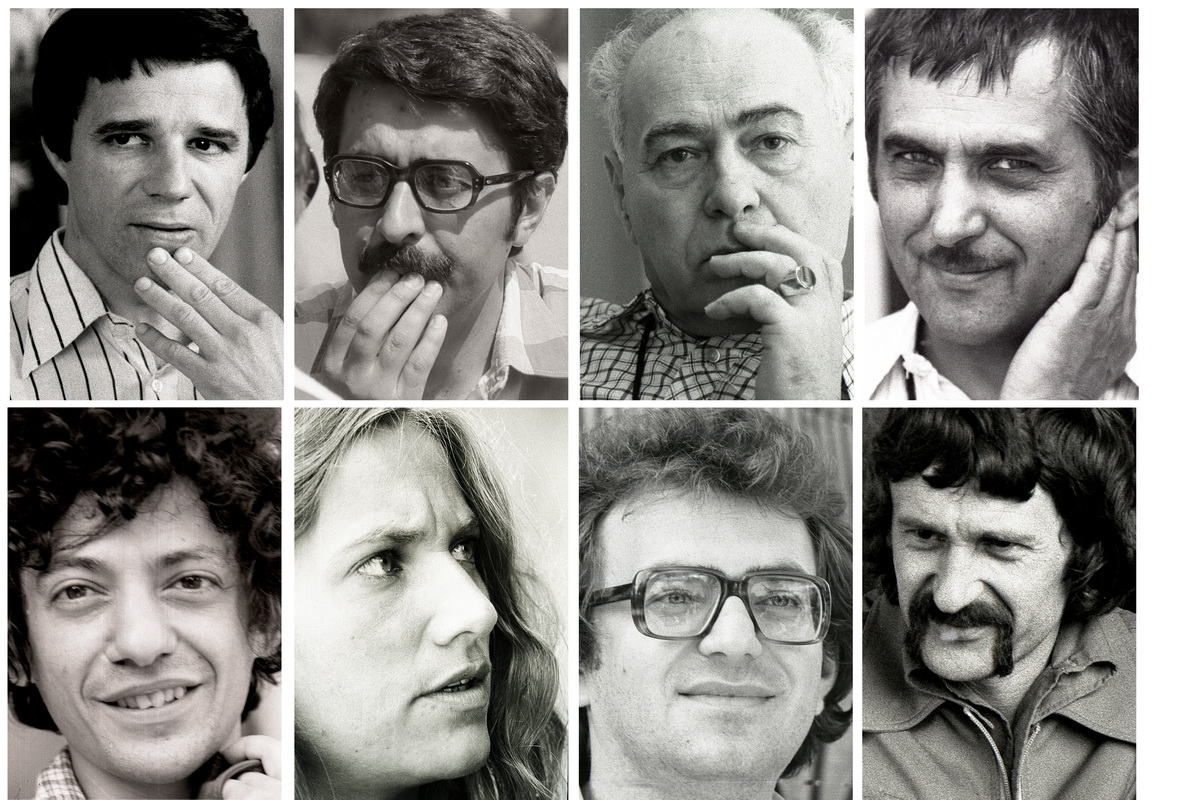
Portréi a Fiatal Írók Találkozóján részt vevő szerzőkről: (Kulin Ferenc, Márkus Béla, Dobozy Imre, Hatvani Dániel, Kántor Péter, Tóth Erzsébet, Pintér Lajos, Aczél Géza)

Számos szaklap és médium foglalkozott személyével Magyarországon és külföldön egyaránt. Főként fekete-fehér szociofotói, portréi, a sivatagi világgal kapcsolatos tájképei, a magyar irodalom és képzőművészet több jeles képviselőjéről (Illyés Gyuláról, Faludy Györgyről, Buda Ferencről, Kányádi Sándorról, Sütő Andrásról, Gion Nándorról, Esterházy Péterről, Diószegi Balázsról és Tóth Menyhértről) készült fotográfiái ismertek.
Szorosan kötődik a FORRÁS című irodalmi, szociográfiai, művészeti folyóirathoz, több mint három évtizede. Alapításától megszűnéséig a Nagybaracskai Alkotótelep résztvevője, kiállítója volt. Rendszeres résztvevője a Veránkai Írótábornak. Részt vett a fiatal írók lakiteleki találkozóján, az ott készült képek 1979-ben a Forrásban, 2009-ben pedig a tanácskozással kapcsolatos kötetben jelentek meg, az Antológia Kiadó gondozásában. Az arab nyelvű, közel húsz országban megjelenő Kék Duna című lapban a magyar kultúra, történelem jeles eseményeit és alakjait mutatja be írásaiban és fotóival. Kiemelkedő jelentőségű, hogy „Magyarország arab szemmel” című, közel 100 darabból álló vándorkiállításán több mint egy évtizede mutatja be a magyar embert, a magyar kultúrát az arab világban, segítve ezzel a kultúrák közötti kapcsolatok elmélyítését. Mindezek mellett a Kecskemét Magazin, valamint a Kecskenet.hu információs portál munkatársa is. Képei rendszeresen jelennek meg a Kecskeméti Lapok című hetilapban. Alapító tagja és munkatársa még a Hetényi Köztér című újságnak.

## Fontosabb csoportos és egyéni kiállítások

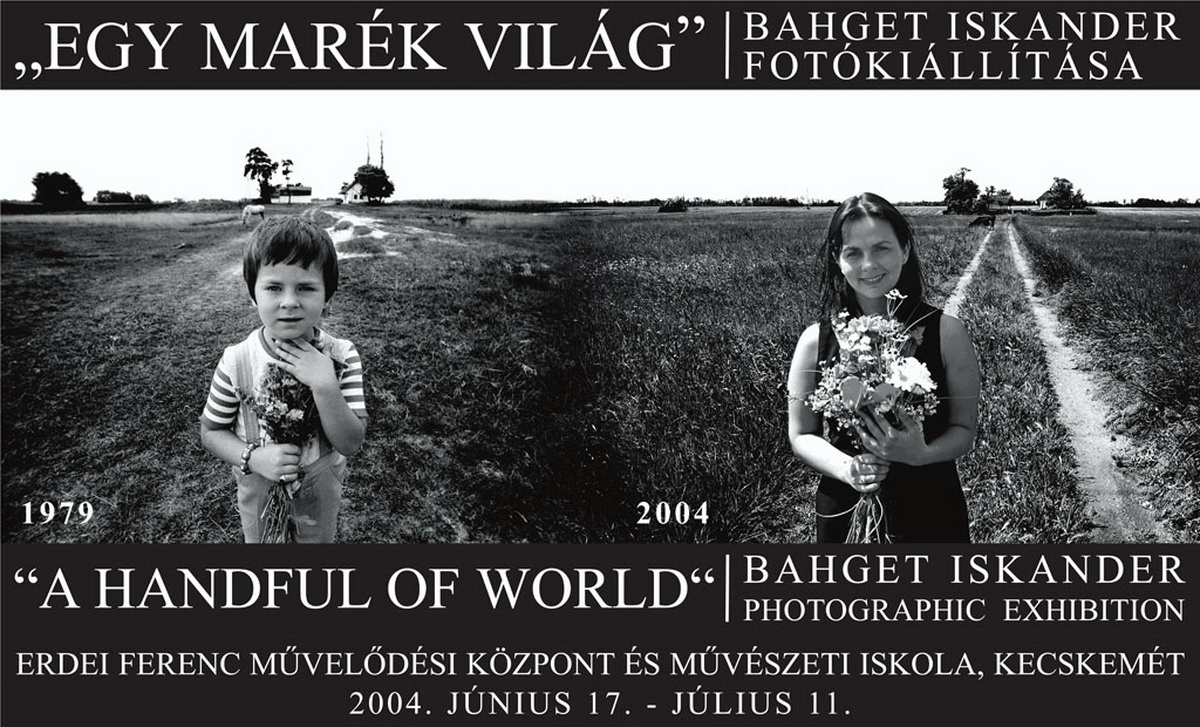
Iskander Egy marék világ kiállításának plakátja

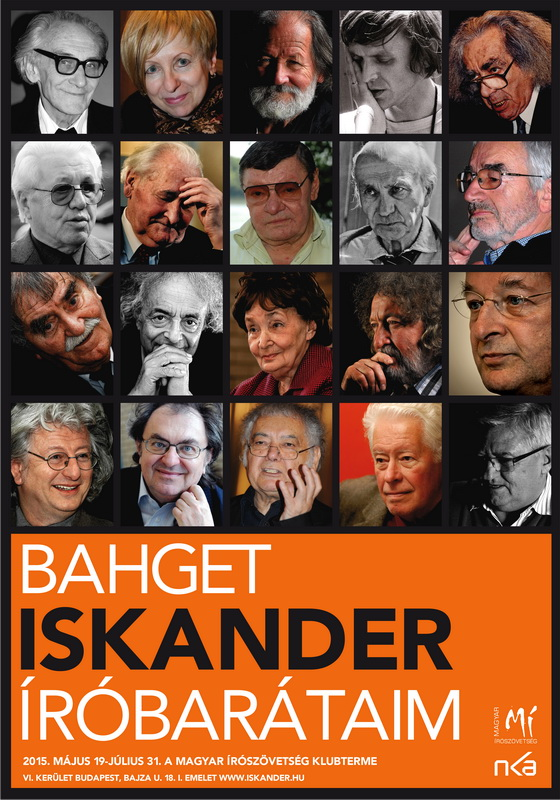
Iskander „Íróbarátaim” című kiállításának plakátja: (Vekerdi László, Dobozi Eszter, Buda Ferenc, Lezsák Sándor, Faludy György, Sütő András, Kányádi Sándor, Gion Nándor, Illyés Gyula, Bodor Ádám, Juhász Ferenc, Adonis, Szabó Magda, Zalán Tibor, Nádas Péter, Esterházy Péter, Pintér Lajos, Csoóri Sándor, Ferdinandy György és Füzi László)

Alkotásai számos gyűjteményben, képtárban, múzeumban megtalálhatóak, többek között Romániában (Erdélyben), Szerbiában, Bulgáriában a Kecskeméti Fotográfiai Múzeumban, Egyiptom Nemzeti Múzeumában (Ahmad Shawki Múzeum) és Szíriában a Latakiai Kulturális Központban, a Katari fotóművész szövetségben, valamint Ománban. Állandó kiállítása van Hetényegyházán, a Művelődési Házban.
- 1975: Calgary (Kanada), Alabama (USA)
- 1976: Calgary, Új-Zéland; Dunaújváros
- 1977: Hongkong, Nagykanizsa, Mosonmagyaróvár, Szolnok, Gyula, Székely Aladár Országos Fotókiállítás
- 1978: Kecskemét, Balmazújváros, Békéscsaba, 13. Országos Kulich Gyula Premfotó Kiállítás, Kalocsa, Hetényegyháza, Lajosmizse
- 1979: Dávod, Kecskemét, Pécs, Kaposvár, Marcali, Izsák, Lakitelek, Kazincbarcika, Salgótarján, Makó, Kiskunmajsa, Balástya, Kiskunfélegyháza, Jugoszlávia, Kecskemét (Művelődési Központ)
- 1980: Szeged
- 1981: Blida (Algéria)
- 1983: Budapest
- 1984: Kecskemét (Művelődési Központ), Nyíregyháza (Művelődési Központ)
- 1987: Műcsarnok, Budapest
- 1996: Dánia
- 2000: Szeged, Marosvásárhely (Románia)
- 2001: Franciaország
- 2002: Kecskemét, Dunaújváros
- 2003: Csongrád, Hódmezővásárhely, Csíkszereda, Marosvásárhely, Székelyudvarhely (Románia)
- 2004: Damaszkusz (Szíria), Lattaki (Meridian), Kiskunhalas, Kecskemét (Erdei Művelődési Központ)
- 2004. augusztus: Jebla (Szíria)
- 2005: Kecskemét (Planetárium), Békéscsaba (Megyei Könyvtár), Jebla (Szíria)
- 2006: Kecskemét (Bolyai János Gimnázium), Kecskemét (Cifrapalota), Kecel, Császártöltés, Zombor (Szerbia), Kecskemét (Malom Center), Kecskemét (Megyei Könyvtár)
- 2007: Kecskemét (Dán Kulturális Intézet), Hetényegyháza (állandó kiállítás a Művelődési Házban)
- 2008: Zombor (Szerbia), Jabla (Szíria), Kecskemét, Nagykőrös, Soltvadkert
- 2009: Lakitelek, Budapest, Kecel
- 2010: Tiszakécske, Szíria (Damaszkusz, Latakia), Egyiptom (Kairó), Tokaj, Budapest, Kecskemét (Egyiptom „magyarab” szemmel)
- 2011: Katar-Doha
- 2012: Kiskőrös
- 2013: Budapest (Museion No.1 Galéria)
- 2014: Budapest (Nemzeti Táncszínház), Kecskemét („ANYASÁG”), Bulgária – Szófia (Kiállítás és vándorkiállítás), Ausztria – Bécs (Egyiptomi Kulturális Központ)
- 2015: Budapest (Budavári Palota – Országos Széchényi Könyvtár), Budapest (Magyar Írószövetség Székháza), Ócsa (Egressy Galéria)
- 2016: Szófia (Bulgária) – NDK

## Társasági tagságai
- 1968 – a Rosti Pál Fotóklub tagja
- 1972 – a Kecskeméti Fotóklub tagja
- 1980 – a Magyar Fotóművészek Szövetség tagja
- 1987 – a Művészeti Alap (ma: MAOE) tagja
- 1990 – a Magyar Újságírók Országos Szövetségének tagja
- megalakulásától a Műhely Művészeti Egyesület (Kecskemét) tagja

## Díjak, elismerések (válogatás)
A díjainak elismeréseinek száma meghaladja a százat, köztük:
- 1968 – Országos Egyetemi és Főiskolai fotópályázat díja
- 1977 – Magyar Fotóművészek Szövetsége Nívó Díj
- 1978 – 13. Országos Kulich Gyula Premfotó Kiállítás I. helyezett, Békéscsaba
- 1979 – Magyar Fotóművészek Szövetsége Nívó Díj
- 1979 – Bács-Kiskun Megye Művészeti Díja
- 1986 – SZMT-díj
- 1987 – Kulturális Miniszteri Kitüntetés
- 2004 – Kecskemét Közművelődéséért Díj
- 2005 – Bács-Kiskun Megyei Művészeti Díj
- 2007 – Bács-Kiskun Megyei Prima Primissima Díj döntőbe jutott jelöltje
- 2008 – A Magyar Köztársasági Érdemrend lovagkeresztje
- 2010 – Hetényegyházáért Díj[1]
- 2010 – Megyei Prima Díj/Magyar Képzőművészek kategória
- 2010 – Egyiptomi Kulturális Minisztérium elismerése
- 2011 – Katari Kulturális Minisztérium elismerése
- 2011 – Pilinszky Díj[2]
- 2012 – Pro Urbe Díj,[3] Kecskemét
- 2012 – A Magyar Érdemrend tisztikeresztje
- 2022 – Kossuth-díj[4]

## Róla készített filmek, műsorok
- 1996: Kriskó János: Bahget Iskander (Kecskeméti TV)
- 2008: Sári Zsuzsanna portréfilmje (a 39. Magyar Filmszemlén a Bem moziban)
- 2012: Interjú Bahget Iskander fotóművésszel (Aljazeera TV)
- 2014 február: Kultikon (Duna TV)
- 2014: Kvartett (MTVA)
- 2015: Kultikon (Duna TV)
- 2016: Politika, közéleti magazin (Kecskeméti TV)

Az AL Ghad Al Arabi TV Chanal / “Mubdeoon”2016-ban egy filmmel mutatta be munkásságát arab nyelven. Az Egy marék világ című fotóalbuma 2012-ben jelent meg három nyelven (magyar, arab, angol), amely életműve összefoglalójának tekinthető. Az album hidat képez a kultúrák közötti párbeszédhez. A Forrás folyóirat 2013. szeptemberi számában interjú és méltatás jelent meg munkásságáról.